# برايان غان
برايان غان (19 سبتمبر 1921 في المملكة المتحدة - 3 سبتمبر 2001) (بالإنجليزية: Brian Gunn)‏ هو لاعب كريكت بريطاني.

## وصلات خارجية
- برايان غان على موقع إي آس بي آن كريك إنفو (الإنجليزية)